# 痛苦的人
《痛苦的人》是由一位不知名的艺术家创作的一幅画，此画现在由肖恩 · 罗宾逊（Sean Robinson）拥有。 罗宾逊自称是从祖母那里继承了这幅画，据他说，创作这幅画的艺术家将自己的血液混入画中，完成作品后不久就自杀了。 这幅画后来传出闹鬼的传闻。 罗宾逊现已经将这幅画的视频上传到他的YouTube频道。

## 参阅
- 哭泣的男孩，一幅传闻被诅咒的绘画。
- 抗拒他的手，一幅传闻闹鬼的绘画。
- 含有人类体液的艺术作品列表